# 资市镇
资市镇，是中华人民共和国湖北省荆州市江陵县下辖的一个乡镇级行政单位。面积81.6平方千米，人口2.2万人

## 行政区划
资市镇下辖以下地区：
现有部分村落如华湘村花桥村已划入荆州开发区
金龙桥社区、寺桥社区、古堤村、先进村、林星村、青山村、范渊村、平渊村、花章村、潘市村、黄场村、花港村、华湘村、玉古村、李塘村、资岭村和凡湖村。

## 资市镇名称来历
资市镇也叫“资福寺”，拥有一颗百年银杏树。